# Meinhard Miegel
Meinhard Miegel (* 23. April 1939 in Wien) ist ein deutscher Sozialwissenschaftler und Publizist.

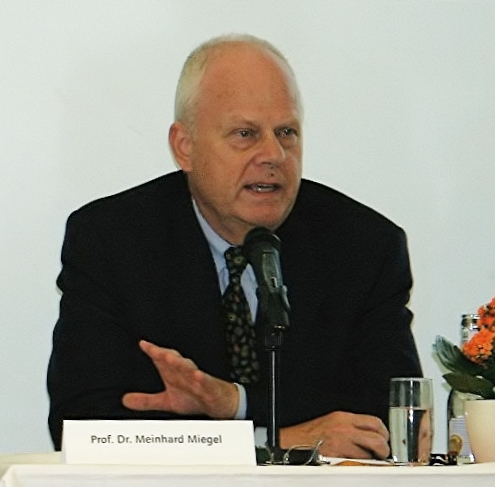
Meinhard Miegel bei einem Vortrag in der Katholischen Landvolkshochschule „Schorlemer Alst“

## Leben
Miegel studierte nach dem Abitur, das er 1957 in Bad Langensalza ablegte, zunächst zwei Semester Musik an der Musikhochschule Weimar. Nach seiner Flucht in die Bundesrepublik begann er 1958 mit dem Studium der Soziologie und Philosophie an der Johann Wolfgang Goethe-Universität Frankfurt am Main. 1959 ging er nach Washington, D.C. und erwarb dort  1961 den Bachelor of Arts. Von 1961 bis 1966 studierte er in Frankfurt am Main Rechtswissenschaften, Philosophie und Volkswirtschaftslehre. 1966 legte er das 1. und 1969 das 2. juristische Staatsexamen ab. 1967 wurde er zum Dr. iur. utr. promoviert.
Von 1970 bis 1973 war Miegel Syndikusanwalt bei der Firma Henkel in Düsseldorf. Von 1973 bis 1977 war er Mitarbeiter des Generalsekretärs der CDU, Kurt Biedenkopf, ab 1975 Leiter der Hauptabteilung Politik, Information und Dokumentation der Bundesgeschäftsstelle der CDU.
Zusammen mit Kurt Biedenkopf gründete Miegel 1977 das Institut für Wirtschaft und Gesellschaft Bonn (IWG BONN), ein privat finanziertes Forschungsinstitut, dem er bis zu dessen Auflösung (2008) vorstand. 1992 wurde Miegel als außerplanmäßiger Professor an die Universität Leipzig berufen, wo er bis 1998 lehrte und das Zentrum für internationale Wirtschaftsbeziehungen leitete. Dieses Zentrum ist eine interdisziplinäre Forschungseinrichtung, die „die politisch-historischen Rahmenbedingungen und die soziokulturellen Einflüsse des wirtschaftlichen Wandels in Mittel- und Osteuropa“ erforscht. Von 1995 bis 1997 war er außerdem Vorsitzender der „Kommission für Zukunftsfragen der Freistaaten Bayern und Sachsen“, die in den Jahren 1996 und 1997 einen dreiteiligen Bericht vorlegte. Die Kommission legte darin unter anderem ihre Vorstellung über die Zukunft des Ehrenamts in Deutschland als Bürgerarbeit dar.
Seit 2007 ist Miegel Vorstandsvorsitzender vom Denkwerk Zukunft – Stiftung kulturelle Erneuerung.

## Standpunkte
Im Mittelpunkt von Miegels Arbeiten stehen Analysen der sich ändernden Rahmenbedingungen von Wirtschaft und Gesellschaft. Besonders häufig äußert er sich öffentlich zum demographischen Wandel und dessen Folgen für die umlagefinanzierten sozialen Sicherungssysteme. Bereits 1993 prognostizierte er in , dass Deutschland bei fortlaufender demographischen Entwicklung zur Aufrechterhaltung des sozialen Standards bis zu 15 Millionen Immigranten aufnehmen müsste. Er plädiert für die Umwandlung der lohnbezogenen gesetzlichen Rente in eine allgemeine, steuerfinanzierte Grundsicherung im Alter, die durch private Vorsorge zu ergänzen ist. Miegels Vorschläge zielen darauf ab, „die tradierte Arbeitnehmergesellschaft zu überwinden und eine eigenverantwortliche Bürgergesellschaft aufzubauen.“ Im Rahmen des Denkwerk Zukunft plädiert er für eine Zurückdrängung der Wachstumsideologie und die Schaffung einer zukunfts- und verallgemeinerungsfähigen Kultur.
Sehr pessimistisch äußerte sich Miegel im Jahre 2002 über die Zukunft der Stadt Berlin, deren Einwohnerzahl sich halbieren werde: „Diese Stadt mit ihren 3,3 Millionen Menschen war während ihrer längsten Zeit ein Problem. (...) Berlin war und ist eine Stadt, die aus eigener Kraft nur mühsam zu existieren vermag. Daher sollte man auch gar nicht erst versuchen, es in eine Reihe mit anderen europäischen Metropolen zu stellen. Vielmehr sollte man hinnehmen, was von selbst geschehen wird. Die Stadt wird langsam auf die Größe Hamburgs eindunsten.“
Miegel war im Jahre 2003 einer der Gründer des politischen Vereins Bürgerkonvent.
Meinhard Miegel lobte 2016 Angela Merkel für die Öffnung der Grenzen in der Flüchtlingskrise in Europa 2015 und gab sich überzeugt, dass man mindestens die Hälfte der Schutzsuchenden später wieder abschieben könne. Auch prognostizierte Miegel, dass die meisten fluchtwilligen Menschen in den Herkunftsländern bald einsehen würden, dass sie in Europa kein Bleiberecht erhalten würden und ihr Vorhaben aufgeben würden.
Anfang 2020 führte Miegel im Bezug auf Deutschland und andere „früh industrialisierte“ Länder und deren Alterung der Bevölkerung aus, dass ohne ständig wachsende Zuwanderung die Zahl der Menschen mit immer größerer Geschwindigkeit abnehme. Wolle man aber künftig mithalten, müsse man sich darauf einstellen, dass die Zuwanderer den bisherigen Bewohnern ihren Stempel aufgedrücken würden und mitunter auch deren Kultur durch ihre eigene ersetzen würden. Das sei ein neues Kapitel in der Menschheitsgeschichte, in dem die Karten neu gemischt würden und neue Regeln gelten würden.

## Vorwurf der Verflechtung mit der Versicherungswirtschaft
Miegels Institut für Wirtschaft und Gesellschaft finanzierte sich unter anderem durch Unternehmensspenden und lebte von Auftragsarbeiten, wie etwa für das Deutsche Institut für Altersvorsorge. Da Miegel sich öffentlich für private Altersvorsorge ausspricht, sieht ihn der Ökonom Albrecht Müller als ein Beispiel für die Verflechtung von Politik, Wissenschaft und Versicherungswirtschaft. Miegel selbst weist die Vorwürfe zurück.
Ein weiterer Kritiker Miegels ist der Statistiker Gerd Bosbach.

## Mitgliedschaften
- Europäische Akademie der Wissenschaften und Künste (seit 1994)
- Kuratorium der Gerda Henkel Stiftung, Düsseldorf (seit 1997)
- Sachverständiger der Bundestags Enquete-Kommission Wachstum, Wohlstand, Lebensqualität[18]

## Auszeichnungen
- Cicero-Preis (1995)
- Schaderpreis (2000)
- Corine (2002)
- Hanns Martin Schleyer-Preis (2004)
- Theodor-Heuss-Preis (2005)
- getAbstract International Book Award (2010)

## Schriften (Auswahl)
- Der Unternehmensbegriff des Aktiengesetzes 1965. Unter besonderer Berücksichtigung der allgemeinen Problematik des Unternehmensbegriffs. Gehlen, Bad Homburg / Berlin / Zürich 1970 (Dissertation)
- mit Kurt Biedenkopf: Wege aus der Arbeitslosigkeit. Arbeitsmarktpolitik in der sozialen Marktwirtschaft. Verlag Bonn Aktuell, Stuttgart 1978, ISBN 3-87959-083-4
- Vor uns: 30 magere Jahre. In: Die Zeit, Nr. 31/2002; Beitrag für die Serie Agenda Deutschland
- Die deformierte Gesellschaft. Wie die Deutschen ihre Wirklichkeit verdrängen. Propyläen Verlag, Berlin 2002
- Epochenwende. Gewinnt der Westen die Zukunft? Propyläen Verlag, Berlin 2005
- mit Thomas Petersen: Der programmierte Stillstand. Das widersprüchliche Verhältnis der Deutschen zu Wirtschaftswachstum und materieller Wohlstandsmehrung. Olzog Verlag, München 2008
- mit Stefanie Wahl u. Martin Schulte: Von Verlierern und Gewinnern. Die Einkommensentwicklung ausgewählter Bevölkerungsgruppen in Deutschland, Bonn 2008
- Exit. Wohlstand ohne Wachstum. Propyläen Verlag, Berlin 2010
- mit Stefanie Wahl und Martin Schulte: Für einen Bewusstseinswandel. Von der Konsum- zur Wohlstandskultur. Memorandum des Denkwerks Zukunft, Bonn, August 2011
- Welches Wachstum und welchen Wohlstand brauchen wir? In: Aus Politik und Zeitgeschichte, Nr. 27–28/2012, Juni 2012, Bundeszentrale für Politische Bildung
- mit Stefanie Wahl, Martin Schulte und Elias Butzmann: Lebenswerte Städte unter Bedingungen sinkenden materiellen Wohlstands. Memorandum des Denkwerks Zukunft, Bonn, Juli 2012
- Hybris. Die überforderte Gesellschaft. Propyläen Verlag, Berlin 2014, ISBN 978-3-549-07448-0